# Trophée Gazet van Antwerpen 2002-2003
Navigation
2001-2002 2003-2004
Le Trophée Gazet van Antwerpen 2003-2004 est la 16e édition du Trophée Gazet van Antwerpen, compétition de cyclo-cross organisée par le quotidien belge néerlandophone Gazet van Antwerpen. Il est composé de sept manches ayant lieu en Belgique entre le 1er novembre 2002 et le 23 février 2003. Le Belge Sven Nys, vainqueur de trois manches, est le lauréat de cette édition.

## Hommes élites

### Résultats
| Date         | Épreuve                                   | Vainqueur           | Deuxième            | Troisième       |
| 1er novembre | Audenarde (Koppenbergcross)               | Richard Groenendaal | Sven Nys            | Bart Wellens    |
| 20 novembre  | Niel (Jaarmarktcross Niel)                | Bart Wellens        | Peter Van Santvliet | Mario De Clercq |
| 11 décembre  | Essen (GP Rouwmoer)                       | Sven Nys            | Bart Wellens        | Mario De Clercq |
| 29 décembre  | Loenhout (Azencross)                      | Sven Nys            | Richard Groenendaal | Tom Vannoppen   |
| 1er janvier  | Baal (Grand Prix Sven Nys)                | Sven Nys            | Mario De Clercq     | Bart Wellens    |
| 5 février    | Lille (Krawatencross)                     | Arne Daelmans       | Bart Wellens        | Sven Nys        |
| 20 février   | Oostmalle (Internationale Sluitingsprijs) | Ben Berden          | Bart Wellens        | Arne Daelmans   |

### Classement général
| Rang | Coureur             | Points |
| ---- | ------------------- | ------ |
| 1.   | Sven Nys            | 219    |
| 2.   | Bart Wellens        | 211    |
| 3.   | Mario De Clercq     | 194    |
| 4.   | Peter Van Santvliet | 180    |
| 5.   | Richard Groenendaal | 147    |
| 6.   | Erwin Vervecken     | 144    |
| 7.   | Tom Vannoppen       | 134    |
| 8.   | Arne Daelmans       | 127    |
| 9.   | Gerben de Knegt     | 111    |
| 10.  | Ben Berden          | 108    |

### Résultats détaillés
| #  | Coureur             | Temps   |
| -- | ------------------- | ------- |
| 1  | Richard Groenendaal | inconnu |
| 2  | Sven Nys            |         |
| 3  | Bart Wellens        |         |
| 4  | Mario De Clercq     |         |
| 5  | Peter Van Santvliet |         |
| 6  | Václav Ježek        |         |
| 7  | Sven Vanthourenhout |         |
| 8  | Erwin Vervecken     |         |
| 9  | Gerben de Knegt     |         |
| 10 | Wim Jacobs          |         |

| #  | Coureur             | Temps   |
| -- | ------------------- | ------- |
| 1  | Bart Wellens        | inconnu |
| 2  | Peter Van Santvliet |         |
| 3  | Mario De Clercq     |         |
| 4  | Erwin Vervecken     |         |
| 5  | Sven Nys            |         |
| 6  | Arne Daelmans       |         |
| 7  | Wim Jacobs          |         |
| 8  | Gerben de Knegt     |         |
| 9  | Tom Vannoppen       |         |
| 10 | Bert Vervecken      |         |

| #  | Coureur              | Temps   |
| -- | -------------------- | ------- |
| 1  | Sven Nys             | inconnu |
| 2  | Bart Wellens         |         |
| 3  | Mario De Clercq      |         |
| 4  | Richard Groenendaal  |         |
| 5  | Erwin Vervecken      |         |
| 6  | Peter Van Santvliet  |         |
| 7  | Tom Vannoppen        |         |
| 8  | Gerben de Knegt      |         |
| 9  | Wim Jacobs           |         |
| 10 | Camiel van den Bergh |         |

| #  | Coureur             | Temps   |
| -- | ------------------- | ------- |
| 1  | Sven Nys            | inconnu |
| 2  | Richard Groenendaal |         |
| 3  | Tom Vannoppen       |         |
| 4  | Bart Wellens        |         |
| 5  | Peter Van Santvliet |         |
| 6  | Mario De Clercq     |         |
| 7  | Ben Berden          |         |
| 8  | Sven Vanthourenhout |         |
| 9  | Gerben de Knegt     |         |
| 10 | Erwin Vervecken     |         |

| #  | Coureur             | Temps   |
| -- | ------------------- | ------- |
| 1  | Sven Nys            | inconnu |
| 2  | Mario De Clercq     |         |
| 3  | Ben Berden          |         |
| 4  | Richard Groenendaal |         |
| 5  | Václav Ježek        |         |
| 6  | Sven Vanthourenhout |         |
| 7  | Bart Wellens        |         |
| 8  | Peter Van Santvliet |         |
| 9  | Tom Vannoppen       |         |
| 10 | Gerben de Knegt     |         |

| #  | Coureur             | Temps   |
| -- | ------------------- | ------- |
| 1  | Arne Daelmans       | inconnu |
| 2  | Bart Wellens        |         |
| 3  | Sven Nys            |         |
| 4  | Mario De Clercq     |         |
| 5  | Tom Vannoppen       |         |
| 6  | Erwin Vervecken     |         |
| 7  | Peter Van Santvliet |         |
| 8  | David Willemsens    |         |
| 9  | Petr Dlask          |         |
| 10 | Enrico Franzoi      |         |

| Manche 7 Oostmalle \| # \| Coureur \| Temps \| \| -- \| ------------------- \| ------- \| \| 1 \| Ben Berden \| inconnu \| \| 2 \| Bart Wellens \| \| \| 3 \| Arne Daelmans \| \| \| 4 \| Sven Nys \| \| \| 5 \| Richard Groenendaal \| \| \| 6 \| Mario De Clercq \| \| \| 7 \| Peter Van Santvliet \| \| \| 8 \| Sven Vanthourenhout \| \| \| 9 \| Erwin Vervecken \| \| \| 10 \| Wim Jacobs \| \| |                     |         |
| # | Coureur             | Temps   |
| 1 | Ben Berden          | inconnu |
| 2 | Bart Wellens        |         |
| 3 | Arne Daelmans       |         |
| 4 | Sven Nys            |         |
| 5 | Richard Groenendaal |         |
| 6 | Mario De Clercq     |         |
| 7 | Peter Van Santvliet |         |
| 8 | Sven Vanthourenhout |         |
| 9 | Erwin Vervecken     |         |
| 10 | Wim Jacobs          |         |